# 宮崎大地
宮崎 大地（みやざき だいち、1981年3月31日 - ）は、NHKのアナウンサー。

## 人物
神奈川県横浜市出身。早稲田大学教育学部卒業後、2004年入局。
主な趣味は、お笑い番組鑑賞・ダンス・海外旅行。
岐阜放送局に所属していた頃は一番若かったことから、遊軍など現場担当として活動していた。

## 現在の担当番組
- ぶんドキ（キャスター、2023年4月3日 - ）
- ニュース845おおいた（ローテーション制）
- 大分県のニュース・中継・リポート

## 過去の担当番組
名古屋放送局時代（2004年度 - 2005年度）
- 東海・北陸地方のニュースなど

岐阜放送局時代（2006年度 - 2010年7月）
- みのひだ情報局
  - たーんとみのひだ 進行（2010年から）

※青木アナの産休に伴う後任。この番組では、岐阜局が展開する「子育て応援プロジェクト」関連のコーナーがあり、前任の青木アナが自身の子育て体験を生かしてコーナーを進行していた。
- ほっとイブニングぎふ（リポーター・キャスター代行）
- いのちの水あふれる国 にっぽん（2005年5月5日、放送中に愛・地球博会場から5回中継）
- 第11回熱血!オヤジバトル（2007年11月23日）

※岐阜県代表として出場したバンドの応援団長として出演。他の代表の応援団長が全員女性であったことから、司会の松尾貴史と岐阜県出身の清水ミチコに突っ込まれた。しかしながら、出場バンドの強烈な個性で応援団長としての役目を見事に果たした。
高松放送局時代（2010年8月 - 2014年度）
- 香川県のニュース・中継・リポート
- アイデア対決・全国高等専門学校ロボットコンテスト「激走!ロボ力車」四国地区大会[3]（四国地方での放送：2010年11月13日、全国放送：2010年11月29日）
- 生中継ふるさと一番!（2010年11月29日･11月30日）
- しこく8 四国なぞ解き行脚 秋編（2010年11月19日）
- まちカラ
- 2011年3月の東北地方太平洋沖地震では、福島放送局に応援で派遣され、災害情報を中心にローカルニュースを担当した。

大阪放送局時代（2015年度 - 2017年度）　
- ニュース・気象情報（全国の定時ニュース）（午後2時：大阪局から放送した場合）
- 関西のニュース・中継・リポート
- TVシンポジウム  国際比較で大解剖!日本名城の魅力〜世界・城フォーラムin姫路〜（ナレーション・2015年9月19日）
- インタビューここから 歌手 川中美幸（インタビュアーとナレーションと番組制作兼任・2017年5月3日）
- 上方演芸会（NHKラジオ第1・日曜 15:30 - 15:55）

長野放送局時代（2018年度 - 2019年度）
- 長野県のニュース・中継・リポート
- ゆる信ワイド!
- イブニング信州（不定期・打越裕樹、田中寛人のキャスター代行など）
- インタビュー ここから 映画監督 新海誠（2019年8月12日）

東京アナウンス室時代（2020年度 - 2022年度）
- マイあさ! キャスター（土曜・日曜）（ラジオ第1・2020年4月4日 - 2021年3月28日）
- 首都圏ネットワーク（リポーター・ニュースリーダー、2021年4月2日 - 2023年3月31日）
- あさイチ（リポーター、2022年3月30日 - 2023年3月8日）
- 信州845（勤務経験のある長野放送局の応援要員・2022年8月8日・10月3日）
- 長野県のニュース（勤務経験のある長野放送局の応援要員・2022年8月9日・8月10日・10月5日）
- 関西のニュース（勤務経験のある大阪放送局の応援要員・2022年11月20日）

大分放送局時代（2023年度 - ）
- 大雨関連特設ニュース（2023年7月10日・全国放送） - 大分放送局より大分県の災害状況を伝えた[注釈 1]。
- 大雨関連特設ニュース（2023年7月10日・九州沖縄地方） - 大分放送局より大分県の災害状況を伝えた[注釈 2]。